# Xiannongtan
Xiannongtan (chin. upr. 先农坛, chin. trad. 先農壇, pinyin Xiānnóngtán) – dawna pekińska świątynia znajdująca się w dzielnicy Xuanwu, położona po północno-zachodniej stronie bramy Yongdingmen, na wschód od parku Taoranting i naprzeciwko Świątyni Nieba.
Zbudowana w 1420 roku była miejscem, w którym cesarze składali ofiary bogu rolnictwa Shennongowi. Władcy udawali się do świątyni wczesną wiosną by modlić się o pomyślne zbiory i deszcz, a także dokonać rytualnego zaorania pierwszej bruzdy. Xiannongtan było również miejscem kultu innych bogów, m.in. boga wiatru, boga planety Jowisz i boga gór. 
Po upadku monarchii w 1911 roku pozbawiony funkcji kultowych kompleks podupadł; na jego terenie utworzono w 1916 roku park miejski i rynek, zaś poszczególne budynki przekształcono m.in. w szkołę i fabryki. Zabudowania w części południowej wyburzono i w 1936 roku postawiono na ich miejscu stadion sportowy. Renowację ocalałych budynków rozpoczęto dopiero w 1988 roku. Trwała ona do 2003 roku i pochłonęła 1,61 mln juanów. W jej trakcie odrestaurowano pawilony i naprawiono ponad 500-metrowy odcinek muru.
Do najważniejszych zachowanych budowli należą m.in. Ołtarz Xiannonga, Świątynia boga planety Jowisz, Sala Modłów, Pawilon Qingcheng, a także pawilon w którym przebierał się cesarz oraz pawilony w których przygotowywano ofiary. Wyłożony kamiennymi blokami ołtarz ma wymiary 15×15 m i 1,5 metra wysokości. Po jego północno-wschodniej stronie znajduje się najbardziej okazała część całego kompleksu, pawilon Taisui. Naprzeciw niego znajduje się pawilon Bai, zaś oba połączone są dziedzińcem zamkniętym po bokach dwoma kolejnymi pawilonami.
W ocalałych świątynnych pawilonach od 1991 roku mieści się Pekińskie Muzeum Architektury Starożytnej.